# Wu Peng (zwemmer)
Wu Peng (Hangzhou (Zhejiang), 16 mei 1987) is een Chinese zwemmer. Hij vertegenwoordigde zijn vaderland op de Olympische Zomerspelen 2004 in Athene, op de Olympische Zomerspelen 2008 in Peking en op de Olympische Zomerspelen 2012 in Londen.

## Carrière
Bij zijn internationale debuut, op de wereldkampioenschappen zwemmen 2003 in Barcelona, werd Wu uitgeschakeld in de halve finales van de halve finales van de 100 en de 200 meter vlinderslag en in de series van de 400 meter wisselslag. Samen met Liu Yu, Huang Shaohua en Chen Zuo eindigde hij als achtste op de 4x200 meter vrije slag.
Tijdens de Olympische Zomerspelen van 2004 in Athene eindigde de Chinees als zesde op de 200 meter vlinderslag, op de 100 meter vlinderslag en de 200 en de 400 meter wisselslag strandde hij in de series. Op de wereldkampioenschappen kortebaanzwemmen 2004 in Indianapolis sleepte Wu de bronzen medaille in de wacht op de 200 meter vlinderslag en eindigde hij als vierde op de 400 meter wisselslag en als tiende op de 1500 meter vrije slag. Samen met Yu Rui, Wang Haibo en Chen Zuo eindigde hij als zevende op de 200 meter vlinderslag.

### 2005-2008
Tijdens de wereldkampioenschappen zwemmen 2005 in Montreal legde Wu beslag op de bronzen medaille op de 200 meter vlinderslag, op de 200 meter wisselslag strandde hij in de series.
Voor eigen publiek, in Shanghai, nam de Chinees deel aan de wereldkampioenschappen kortebaanzwemmen 2006. Op dit toernooi veroverde hij de wereldtitel op de 200 meter vlinderslag, op de 100 meter vlinderslag eindigde hij als zesde en op de 400 meter wisselslag werd hij uitgeschakeld in de series. In Doha nam hij deel aan de Aziatische Spelen 2006, op dit toernooi behaalde hij de gouden medaille op de 200 meter vlinderslag.
Op de wereldkampioenschappen zwemmen 2007 in Melbourne sleepte Wu de zilveren medaille in de wacht op de 200 meter vlinderslag.
Tijdens de Olympische Zomerspelen van 2008 in Peking eindigde de Chinees als vierde op de 200 meter vlinderslag.

### 2009-heden
In Rome nam Wu deel aan de wereldkampioenschappen zwemmen 2009, op dit toernooi strandde hij in de halve finales van de 200 meter vlinderslag.
Tijdens de Pan Pacific kampioenschappen zwemmen 2010 in Irvine eindigde de Chinees als vierde op de 200 meter vlinderslag en als zevende op de 100 meter vlinderslag, op de 200 meter wisselslag werd hij uitgeschakeld in de series. Op de Aziatische Spelen 2010 in Guangzhou veroverde Wu de bronzen medaille op de 100 meter vlinderslag, daarnaast eindigde hij als vierde op de 200 meter vlinderslag. In Dubai nam de Chinees deel aan de wereldkampioenschappen kortebaanzwemmen 2010. Op dit toernooi eindigde hij als vijfde op de 200 meter vlinderslag, daarnaast strandde hij in de halve finales van de 50 meter vlinderslag en in de series van de 100 meter vlinderslag.
Tijdens de wereldkampioenschappen zwemmen 2011 in Shanghai sleepte Wu de bronzen medaille in de wacht op de 200 meter vlinderslag, op de 100 meter vlinderslag werd hij uitgeschakeld in de series.
Op de Olympische Zomerspelen van 2012 in Londen strandde de Chinees in de halve finales van de 200 meter vlinderslag en in de series van de 200 meter wisselslag. In Istanboel nam Wu deel aan de wereldkampioenschappen kortebaanzwemmen 2012. Op dit toernooi eindigde hij als vijfde op de 50 meter vlinderslag, daarnaast werd hij uitgeschakeld in de halve finales van de 100 meter vlinderslag en in de series van zowel de 200 meter vlinderslag als de 200 meter wisselslag. Op de 4x100 meter wisselslag eindigde hij samen met Cheng Feiyi, Li Xiayan en Lu Zhiwu op de vijfde plaats.
Tijdens de wereldkampioenschappen zwemmen 2013 in Barcelona sleepte Wu opnieuw de bronzen medaille in de wacht op de 200 meter vlinderslag, op de 50 meter vlinderslag werd hij uitgeschakeld in de series.

## Internationale toernooien
| Jaar | Olympische Spelen                        | WK langebaan                                                   | WK kortebaan                                                                                         | PanPacs                                                     | Aziatische Spelen                      |
| ---- | ---------------------------------------- | -------------------------------------------------------------- | --- | ----------------------------------------------------------- | -------------------------------------- |
| 2003 |                                          | 9e 200m vlinderslag                                            | |                                                             |                                        |
| 2004 | 6e 200m vlinderslag                      |                                                                | 200m vlinderslag                                                                                     |                                                             |                                        |
| 2005 |                                          | 200m vlinderslag                                               | |                                                             |                                        |
| 2006 |                                          |                                                                | 200m vlinderslag                                                                                     | geen deelname                                               | 200m vlinderslag                       |
| 2007 |                                          | 200m vlinderslag                                               | |                                                             |                                        |
| 2008 | 4e 200m vlinderslag                      |                                                                | geen deelname                                                                                        |                                                             |                                        |
| 2009 |                                          | 12e 200m vlinderslag                                           | |                                                             |                                        |
| 2010 |                                          |                                                                | 9e 50m vlinderslag 19e 100m vlinderslag 5e 200m vlinderslag                                          | 7e 100m vlinderslag 4e 200m vlinderslag 18e 200m wisselslag | 100m vlinderslag · 4e 200m vlinderslag |
| 2011 |                                          | 35e 100m vlinderslag · 200m vlinderslag                        | |                                                             |                                        |
| 2012 | 11e 200m vlinderslag 30e 200m wisselslag |                                                                | 5e 50m vlinderslag 9e 100m vlinderslag 12e 200m vlinderslag 40e 200m wisselslag 5e 4x100m wisselslag |                                                             |                                        |
| 2013 |                                          | 16e 50m vlinderslag · 200m vlinderslag · 10e 4x100m wisselslag | |                                                             |                                        |

## Persoonlijke records
Bijgewerkt tot en met 24 oktober 2013
Kortebaan
| Afstand          | Tijd    | Datum            | Plaats    |
| ---------------- | ------- | ---------------- | --------- |
| 50m vlinderslag  | 22,78   | 15 december 2012 | Istanboel |
| 100m vlinderslag | 50,49   | 12 december 2012 | Istanboel |
| 200m vlinderslag | 1.51,92 | 19 december 2010 | Dubai     |

Langebaan
| Afstand          | Tijd    | Datum            | Plaats    |
| ---------------- | ------- | ---------------- | --------- |
| 50m vlinderslag  | 23,43   | 28 juli 2013     | Barcelona |
| 100m vlinderslag | 52,61   | 20 augustus 2010 | Irvine    |
| 200m vlinderslag | 1.54,35 | 13 augustus 2008 | Peking    |